# بيتي ناتال
بيتي ناتال (بالإنجليزية: Betty Nuthall)‏ مواليد 23 مايو 1911 في إنجلترا - الوفاة 8 نوفمبر 1983 في نيويورك، كانت لاعبة كرة مضرب إنجليزية وكانت تلعب باليد اليمنى. كما أنها إحدى بطلات الجراند سلام. أعلى تصنيف لها في الفردي كان المركز الـ 4 في سنة 1929.

## النهائيات

### الفردي: 3 (الألقاب 1, الوصافة 2)
| الحصيلة | السنة | البطولة                     | الأرضية | المنافس          | النتيجة  |
| ------- | ----- | --------------------------- | ------- | ---------------- | -------- |
| الوصافة | 1927  | بطولة أمريكا المفتوحة للتنس | عشبية   | هيلين ويلز       | 1–6, 4–6 |
| الفوز   | 1930  | بطولة أمريكا المفتوحة للتنس | عشبية   | آنا ماكيون هاربر | 6–1, 6–4 |
| الوصافة | 1931  | دورة رولان غاروس الدولية    | ترابية  | سيلي أوسيم       | 6–8, 1–6 |

## الخط الزمني للفردي
مفتاح
| ف | ن | ن.ن | ر.ن | د# | د.م | ل | أ.أ | ت | غ | ب | ف | ذ | م.خ | ل.ت |

(ف) فاز بالبطولة (ن) وصل النهائي (ن.ن) نصف النهائي (ر.ن) ربع النهائي (د#) الأدوار الأربعة الأولى (د.م) دور المجموعات (ل) شارك في كأس ديفيز (أ.أ) خرج من الأدوار الاولى (ت) خسر التصفيات التأهيلية (غ) غاب عن الحدث أو البطولة (ب) حصل على ميدالية برونزية (ف) حصل على ميدالية فضية (ذ) حصل على ميدالية ذهبية (م.خ) بطولة الماسترز خُفضت إلى مرتبة أقل (ل.ت) البطولة لم تعقد في السنة المعينة.
لتجنب الارتباك وازدواجية الحساب، يتم تحديث هذه المعلومات إما في نهاية البطولة، أو عندما تكون مشاركة اللاعب في البطولة قد انتهت.
| الدورة             | 1926  | 1927  | 1928  | 1929  | 1930  | 1931  | 1932  | 1933  | 1934  | 1935  | 1936  | 1937  | 1938  | 1939  | 1940  | 1941 – 1944 | 1945  | 19461 | إجمالي ف/م |
| ------------------ | ----- | ----- | ----- | ----- | ----- | ----- | ----- | ----- | ----- | ----- | ----- | ----- | ----- | ----- | ----- | ----------- | ----- | ----- | ---------- |
| البطولة الأسترالية | غ     | غ     | غ     | غ     | غ     | غ     | غ     | غ     | غ     | غ     | غ     | غ     | غ     | غ     | غ     | ل.ت         | ل.ت   | غ     | 0 / 0      |
| البطولة الفرنسية   | غ     | غ     | د2    | غ     | غ     | ن     | ن.ن   | ن.ن   | د3    | غ     | غ     | غ     | غ     | غ     | ل.ت   | R           | غ     | غ     | 0 / 5      |
| بطولة ويمبلدون     | د2    | ر.ن   | د1    | د3    | ر.ن   | ر.ن   | ر.ن   | د4    | د1    | غ     | د2    | د4    | د4    | د1    | ل.ت   | ل.ت         | ل.ت   | د4    | 0 / 14     |
| البطولة الأمريكية  | غ     | ن     | غ     | ر.ن   | ف     | ن.ن   | غ     | ن.ن   | د2    | غ     | غ     | غ     | غ     | د3    | غ     | غ           | غ     | غ     | 1 / 7      |
| م.ف                | 0 / 1 | 0 / 2 | 0 / 2 | 0 / 2 | 1 / 2 | 0 / 3 | 0 / 2 | 0 / 3 | 0 / 3 | 0 / 0 | 0 / 1 | 0 / 1 | 0 / 1 | 0 / 2 | 0 / 0 | 0 / 0       | 0 / 0 | 0 / 1 | 1 / 26     |

- إجمالي ف / م = إجمالي الفوز والمشاركة

## روابط خارجية
- بيتي ناتال على موقع قاعة مشاهير كرة المضرب الدولية (الإنجليزية)
- بيتي ناتال على موقع بطولة ويمبلدون (الإنجليزية)
- بيتي ناتال على موقع خلاصة التنس.كوم (الإنجليزية)